# Nationalisme ossète

Drapeau de l'Ossétie du Sud-Alanie.

Drapeau de l'Ossétie du Nord-Alanie.

Le nationalisme ossète est une idéologie  nationaliste ethnique prônant l'indépendance de l'Ossétie du Sud-Alanie, la promotion de la langue et de l'identité ethnique ossète ainsi que la création d'un État-nation indépendant vis-à-vis de la Géorgie.

## Histoire
Le nationalisme ossète promeut l'identité, l'indépendance et la création d'un état-nation pour les Ossètes.
Les Ossètes sont un peuple iranien descendant des Alains qui résident dans le Caucase.
Le nationalisme ossète est devenu une force politique à la suite de la guerre d'Abkhazie où les nationalistes abkhazes ont réussi à arracher leur indépendance vis-à-vis de la Géorgie avec l'aide de la fédération de Russie, galvanisant les nationalistes ossètes eux aussi en conflit avec le pouvoir central géorgien,. À la fin des années 1980, l'organisation nationaliste ossète, Adamon Nikhas (Voix du peuple) est créée et le 10 novembre 1989, le Soviet suprême d'Ossétie du Sud demande au Soviet suprême de la république socialiste soviétique de Géorgie d'élever le statut de la région à celui de république autonome. Cependant, cette demande est rejetée le 16 novembre. En 1990, les nationalistes ossètes ont déclarés l'indépendance de l'Ossétie du Sud. Cette déclaration d'indépendance entraîna la première guerre d'Ossétie du Sud, gagnée par les nationalistes ossètes, qui ont fondés pendant la guerre les Forces armées d'Ossétie du Sud.
Pendant la guerre russo-géorgienne, les nationalistes ossètes sont assistés par la Russie contre le gouvernement géorgien alors que le conflit a pris une haute intensité. Après la guerre, l'indépendance de l'Ossétie du Sud-Alanie est reconnue par la fédération de Russie. La victoire des forces russes et ossètes entraînent également à des expulsions massives de Géorgiens ethniques vivants en Ossétie du Sud-Alanie. Au total, au moins 20 000 Géorgiens sont déplacés de force depuis l'Ossétie du Sud, témoignant d'un fort sentiment anti-géorgien.
Les nationalistes ossètes ont la particularité d'être fortement russophiles, en partie parce que la Russie, sous les époques tsariste, soviétique puis fédérale, a toujours défendue la valorisation de l'identité ossète. Ainsi pendant la guerre russo-ukrainienne, des nationalistes sud-ossètes ont pris part à l'invasion russe de l'Ukraine en 2022.

## Partis politiques
- Ossétie unie
- Parti Unité
- Nykhaz